# Submarinos Tipo 214
El Tipo 214 es un submarino de transmisión diésel-eléctrica desarrollado por Howaldtswerke-Deutsche Werft GmbH (HDW); con un diseño derivado del submarino alemán Tipo 212, pero dedicado a la exportación por lo que carece de algunas de las tecnologías clasificadas de su predecesor para uso exclusivo de la Armada de Alemania. Aun así este diseño incorpora todos los adelantos tecnológicos de un submarino de ataque de primera línea. El diseño del casco está optimizado para dejar una baja firma de sonar, la hélice es altamente silenciosa, adicionalmente al sistema de propulsión principal, cuenta con un sistema de propulsión independiente de aire (AIP) mediante el uso de celdas de combustible de tecnología PEM que le permite permanecer sumergido durante largos períodos. Debido a mejoras en los materiales del casco de presión el Tipo 214 puede sumergirse a más de los 250 metros que oficialmente declara, estimándose que puede alcanzar una profundidad máxima de 400 metros. Sus sensores activos y pasivos le permiten acechar y atacar a sus blancos, unidades submarinas, de superficie e incluso aeronaves y blancos terrestres, con avanzados torpedos o misiles.
Al igual que se predecesor de exportación el Tipo 209, el 214 se ha convertido en un éxito de ventas para la industria de submarinos alemana. Grecia fue el primer país en ordenar estas unidades, un contrato para construir tres unidades fue firmado por la Armada Griega el 15 de febrero de 2000 y una cuarta unidad fue ordenada en junio del 2002. El primer submarino fue construido en los astilleros HDW propiedad de TKMS en Kiel, Alemania y el resto en Hellenic Shipyards Co. en Skaramangas, Grecia. La Armada Griega los bautizó como clase Papanikolis. La primera unidad ya ha sido terminada pero debido a quejas de orden técnico por parte de la Armada de Grecia y luego a quejas de falta de pago por parte del fabricante TKMS Grecia no ha incorporado dicha nave a su flota: eventualmente TKMS canceló el contrato y como el litigio no se ha resuelto todavía, el destino final de estas naves es incierto.
Corea del Sur ordenó tres unidades Tipo 214, construidas en Corea por Hyundai Heavy Industries bajo la designación Clase Sohn Won-il; estas unidades empezaron a entrar en servicio a partir del año 2007, convirtiendo a la Armada del Corea del Sur en el primer usuario de esta clase de submarinos. En enero del 2009 la Armada de Corea del Sur ordenó la fabricación de seis unidades adicionales, lo que lo convirtió en el mayor usuario de esta clase de submarinos. La Marina portuguesa recientemente ha adquirido dos unidades.

## Variantes

### Tipo 209PN
Portugal encargó 2 unidades denominadas Tipo 209PN que a pesar de lo que su nombre podría indicar son esencialmente una variación del Tipo 214 y no del conocido Tipo 209.

### Tipo 214TN
El Tipo 214TN: es una versión coproducida por Alemania y Turquía el cual utiliza un 80% de sistemas diseñados y construidos en Turquía (esto incluye un sistema C4I diseñado y producido en Turquía). Sin embargo, la tecnología clasificada de Alemania, tal como el sistema AIP, no será producida por Turquía. Por lo tanto, partes clasificadas serán pre-ensambladas en Alemania y embarcadas hacia Turquía.

## Operadores

### Grecia
La Armada Griega ordenó 4 unidades submarinas Tipo 214 que fueron designadas como Clase Papanikolis. El primero, Papanikolis, fue construido en Alemania; los tres siguientes fueron programados para ser construidos en los astilleros Hellenic Shipyards propiedad de HDW en Grecia.
En diciembre de 2006, “StrategyPage” reportó que el Papanikolis adolecía de numerosos problemas técnicos. Entre los problemas reportados con el submarino fueron excesiva vibración de la hélice, sobrecalentamiento del sistema AIP y excesivo bamboleo al navegar en superficie en condiciones de mal clima. La revista Seapower magazine reportó que la Armada de Grecia rechazó aceptar el Papanikolis; problemas adicionales que fueron notados son inadecuado poder de salida del sistema AIP, vibración del periscopio, problemas con el sonar de arreglo de flanco y filtración de agua de mar en el sistema hidráulico.
TKMS, el fabricante alemán del Tipo 214, ha afirmado que ha resuelto todos los problemas técnicos del submarino en el año 2006 y asegura que las quejas de la Armada de Grecia acerca del Papanikolis son una trama para justificar una reducción de precio. Por lo tanto, TKMS ha rechazado entregar el submarino a la Armada de Grecia hasta que todas las deudas hayan sido canceladas, así que el Papanikolis ha estado inmovilizado en el puerto de Kiel desde el año 2006. En octubre del 2008, el Papanikolis cumplió una nueva ronda de pruebas bajo la supervisión del ministerio de defensa alemán, las cuales mostraron que el problema de excesivo bamboleo había sido resultó. El resto de los problemas están considerados como resueltos.
El segundo submarino, Pipinos, fue oficialmente lanzado en febrero del 2007 y al presente está realizando las pruebas de aceptación en Piraeus.
El 21 de septiembre de 2009 TKMS anunció que el contrato con la Armada de Grecia por la totalidad de las 4 unidades submarinas había sido cancelado debido a las deudas pendientes de más de 520 millones de Euros. TKMS está buscando un arbitraje para resolver el tema.
El 27 de octubre de 2009 el Ministerio de Defensa de Grecia confirmó oficialmente que ellos intentaban aceptar las tres unidades construidas en Grecia. El primero de la clase construido en Kiel no será aceptado, y será ofrecido para la venta. Los beneficios de la venta serán utilizados para pagar las deudas con TKMS.
La Clase Papanikolis está equipada con un mástil de radar que no penetra en el casco de presión del submarino. Al tope del mástil está instalado el transmisor. Este transmisor es parte del sistema de radar SPHINX provisto por Thales Defence Deutschland GmbH en Kiel. El sensor del radar es un transciver FMCW que no puede ser detectado por los sistemas ESM en términos medios. Esta tecnología es llamada radar LPI, que significa “poca probabilidad de interceptación”. El poder de transmisión es menor que el de un teléfono celular, pero la resolución es más precisa comparada con el radar de pulso de alto poder. El radar SPHINX de Thales es un radar táctico, diseñado para submarinos.

### Corea del Sur

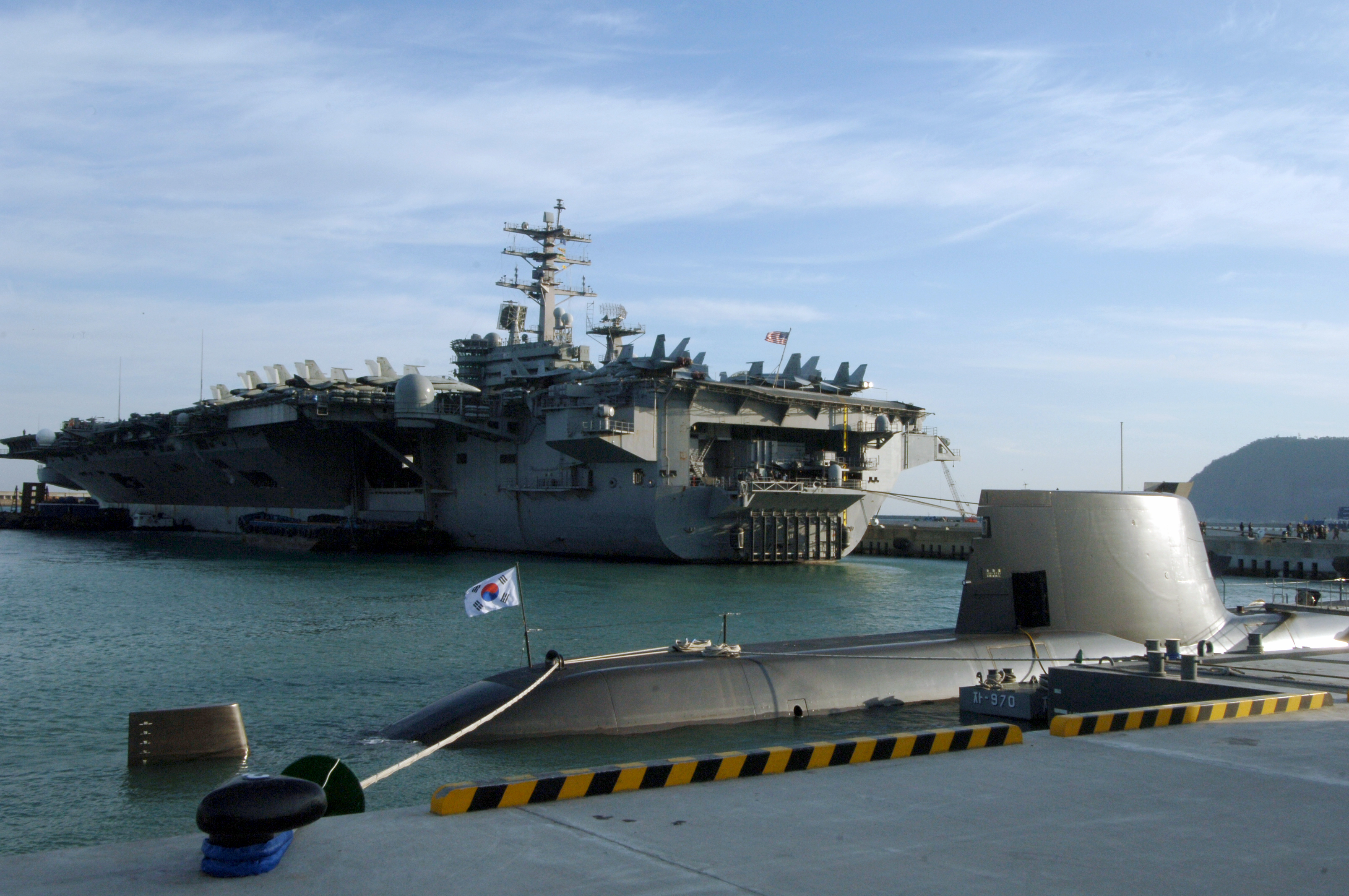
El USS Nimitz (CVN-68) acoderado cerca del submarino ROKS Sohn Won-il (SS 072), clase Tipo 214, en la Base Naval de Busan, Corea del Sur.

La República de Corea del Sur, usuario previo de submarinos de diseño alemán con el Tipo 209, anunció en noviembre del 2000 que escogió el Tipo 214 como su submarino de nueva generación. El 22 de noviembre del mismo año 2000 el Ministerio de Defensa Nacional de Corea del Sur concedió el contrato para la construcción de las 3 unidades a la empresa Hyundai Heavy Industries de Ulsan prefiriéndola sobre su rival Daewoo Shipbuilding and Marine Engineering empresa que anteriormente ya fabricó 9 submarinos Tipo 209 para la marina sudcoreana, Daewoo anunció entonces medidas legales aduciendo incorreciones en la asignación del contrato.
En junio del 2006 se lanzó la primera unidad Tipo 214 fabricada en Corea del Sur que fue bautizada Almirante Sohn Won-il en honor al primer comandante de la Marina de Guerra de la República del Corea del Sur. En junio del 2007 se lanzó la segunda unidad de la serie bautizada con el nombre General Jung Ji en honor a un antiguo guerrero coreano que vivió entre 1347 y 1391. El tercero y último ejemplar de la serie bautizado Ahn Jung-geun en honor a un independentista de Corea fue lanzado el 5 de junio de 2008.
Corea del Sur ha ordenado 6 unidades adicionales del Tipo 214 a ser construidas entre los años 2009 y 2023.
La clase Sohn Won-il está equipado con un Sistema de Radar SPHINX-D suministrados por Thales Defence Deutschland GmbH. Utiliza un transmisor de impulsos adicionales en la parte superior del mástil. La combinación de radar de alta potencia de impulso y uno de muy baja potencia, llamado LPI, es muy eficaz para los submarinos. Durante las operaciones de superficie, el submarino navega con una huella digital de pulso abierto para los sistemas EMS, pero dentro de una misión secreta, el operador cambia al modo de LPI para lograr que el submarino navegue con el mayor sigilo y permanezca invisible para los adversarios.

### Portugal
La Marina de Portugal ordenó dos unidades denominadas Tipo 209PN el 21 de abril de 2004 que incorpora AIP por un costo aproximado de 1,000 millones de dólares que serán comisionados entre los años 2009 y 2010, para reemplazarán a la clase Albacora que salen de servicio tras 41 años de operación. Al momento de que se decidió asignar el contrato de estos submarinos se produjo un reclamo de la empresa francesa DCNS, que a su vez ofreció el Scorpene, basado en que el Tipo 209PN no era un submarino de la clase Tipo 209 como originalmente ofreció HDW sino en realidad un Tipo 214 violando así los términos del concurso por el contrato portugués, es decir cambió la oferta durante el desarrollo del concurso, eventualmente dicho reclamo fue desestimado y la armada portuguesa firmó el contrato con HDW.
La primera unidad 209PN fue botada el 15 de julio de 2008 y fue bautizada como N.R.P. Tridente y se espera seq comisionado al final del año 2009 o principios del año 2010.
El segundo ejemplar de la clase 209NP fue lanzado el 18 de junio de 2009 y bautizado como N.R.P. Arpão, está previsto que sea comisionado durante el año 2010.

### Pakistán
Según reportes de prensa la Armada de Pakistán negoció la compra de 3 submarinos tipo 214, todos los cuales para construir localmente en Karachi. Durante la exposición IDEAS 2008, el jefe de HDW Walter Freitag anunció que "el contrato comercial se ha finalizado hasta el 95 por ciento". El primer submarino sería entregado a la Armada de Pakistán 64 meses después de la firma del contrato, mientras que el resto se completará sucesivamente en 12 meses.
La adquisición de submarinos Tipo 214 causó malestar en la vecina India que protestó ante el gobierno alemán, sin embargo tanto el gobierno como el parlamento alemán aprobaron la venta.
En agosto del 2009 todavía no se había firmado el contrato y un artículo de opinión del Pakistan Daily mostraba su preocupación ante la posibilidad de que la marina pakistaní dé marcha atrás con el proyecto de adquirir los Tipo 214 y contrate la adquisición de submarinos franceses.

### Turquía
La Armada Turca negoció con HDW para la coproducción de seis unidades de la clase Tipo 214. Según la Subsecretaría de Industrias de la Defensa del Gobierno turco de estos submarinos contarán gran porcentajes de componentes y sistemas locales y serán fabricados por el astillero naval de Golcuk en Kocaeli, Turquía.
El 2 de julio de 2009, HDW y el Ministerio de Defensa de Turquía firmaron un acuerdo para la coproducción de 6 plataformas. El acuerdo fue el mayor proyecto de adquisición de defensa de Turquía después del pedido en firme de 116 aviones de combate F-35, a un costo de más de $ 10 mil millones. Ankara espera que estos avanzados submarinos de producción local entrarán en servicio en 2015

El ministro de Defensa Vecdi Gonul también ha declarado que «la participación industrial de Turquía en el proyecto tendría un valor en torno al 80% del valor total de la operación».
Como el Tipo 214 de Turquía tendrá una cantidad significativa de sistemas indígenas a bordo, esta variante del Tipo 214 se conoce como el tipo de 214TN (Armada Turca). HDW pre-ensamblará partes estructurales y mecánicas de los submarinos en Alemania, o de elementos clasificados como las células de combustible y sistema de propulsión y luego serán enviados a Turquía. Todos los sistemas electrónicos y de armas (incluido el sistema C4I) serán de diseño y producción turca.

## Unidades
| País                                                      | Bandera | Nombre       | Puesta de Quilla | Fecha de Botadura   | Fecha de Comisión            | Constructor                              |
| --------------------------------------------------------- | ------- | ------------ | ---------------- | ------------------- | ---------------------------- | ---------------------------------------- |
| Grecia · 2000 4 Unidades · Contratadas                    | S 120   | Papanikolis  | 27 Feb 2001      | Abril de 2004       | Será ofrecido para venta     | Howaldtswerke-Deutsche Werft             |
| Grecia · 2000 4 Unidades · Contratadas                    | S 121   | Pipinos      | Febrero de 2003  | Noviembre de 2006   | Pendiente                    | Hellenic Shipyards Co.                   |
| Grecia · 2000 4 Unidades · Contratadas                    | S 122   | Matrozos     | Febrero de 2004  | Noviembre de 2007   | Pendiente                    | Hellenic Shipyards Co.                   |
| Grecia · 2000 4 Unidades · Contratadas                    | S 123   | Katsonis     | 2005             | 2007                | Pendiente                    | Hellenic Shipyards Co.                   |
| Corea del Sur 2000 3 Unidades 2008 6 Unidades Contratadas | SS 072  | Son Won-il   | Octubre de 2002  | 9 de junio de 2006  | 27 de diciembre de 2007      | Hyundai Heavy Industries                 |
| Corea del Sur 2000 3 Unidades 2008 6 Unidades Contratadas | SS 073  | Jeong Ji     | 2004             | 13 de junio de 2007 | 2 de diciembre de 2008       | Hyundai Heavy Industries                 |
| Corea del Sur 2000 3 Unidades 2008 6 Unidades Contratadas | SS 075  | An Jung-geun |                  | 4 de junio de 2008  | 2009                         | Hyundai Heavy Industries                 |
| Corea del Sur 2000 3 Unidades 2008 6 Unidades Contratadas | SS 076  |              | 2009             |                     |                              | Daewoo Shipbuilding & Marine Engineering |
| Corea del Sur 2000 3 Unidades 2008 6 Unidades Contratadas | SS 077  |              | 2010             |                     |                              |                                          |
| Corea del Sur 2000 3 Unidades 2008 6 Unidades Contratadas | SS 078  |              | 2011             |                     |                              |                                          |
| Corea del Sur 2000 3 Unidades 2008 6 Unidades Contratadas | SS 079  |              | 2012             |                     |                              |                                          |
| Corea del Sur 2000 3 Unidades 2008 6 Unidades Contratadas | SS 081  |              | 2013             |                     |                              |                                          |
| Corea del Sur 2000 3 Unidades 2008 6 Unidades Contratadas | SS 082  |              | 2014             |                     | 2018                         |                                          |
| Portugal 2 Unidades + 3 Opciones                          | S 167   | NRP Tridente | 2005             | 15 de julio de 2008 | Enero de 2010                | Howaldtswerke-Deutsche Werft             |
| Portugal 2 Unidades + 3 Opciones                          | S 168   | NRP Arpão    | 2005             | 18 de junio de 2009 | Octubre de 2010              | Howaldtswerke-Deutsche Werft             |
| Turquía 2009-07-02 6 Unidades                             |         |              |                  |                     | 2015                         | Gölcük Naval Shipyard                    |
| Turquía 2009-07-02 6 Unidades                             |         |              |                  |                     | 2016                         | Gölcük Naval Shipyard                    |
| Turquía 2009-07-02 6 Unidades                             |         |              |                  |                     | 2017                         | Gölcük Naval Shipyard                    |
| Turquía 2009-07-02 6 Unidades                             |         |              |                  |                     | 2018                         | Gölcük Naval Shipyard                    |
| Turquía 2009-07-02 6 Unidades                             |         |              |                  |                     | 2019                         | Gölcük Naval Shipyard                    |
| Turquía 2009-07-02 6 Unidades                             |         |              |                  |                     | 2020                         | Gölcük Naval Shipyard                    |
| Pakistán 3 Unidades Ordenadas                             |         |              |                  |                     |                              | Howaldtswerke-Deutsche Werft             |
| Pakistán 3 Unidades Ordenadas                             |         |              |                  |                     | Howaldtswerke-Deutsche Werft |                                          |
| Pakistán 3 Unidades Ordenadas                             |         |              |                  |                     | Howaldtswerke-Deutsche Werft |                                          |

## Características Generales
- Desplazamiento: 1,700 toneladas en superficie/ 1,980 toneladas sumergido (Grecia) / 1,860 t sumergido (Corea del Sur)
- Dimensiones: longitud 65 m / manga 6.3 m / calado 6 m
- Casco de Presiónl: austenitic steel
- Armamento: 8 x 533 mm Tubos lanza torpedo, 4 habilitados para misiles subharpoon
- Propulsión: hélice silenciosa
- Motores diésel: 2 MTU 16V 396 (6.24 MW)(Grecia) / 1 MTU 16V 396 (3.12 MW)(Corea del Sur)
- Generadores de carga: 2 x Piller Ntb56.40-10 970kW
- Sistema AIP: 2 HDW celdas de combustibles PEM (240 kW)(GR) / 9 HDW celdas de combustible PEM (306 kW)(SK)
- Motor Eléctrico: 1 Siemens Permasyn (2.85 MW)
- Velocidad: 12 nudos en superficie / 20 nudos sumergido
- Velocidad con Celdas de Combustible: 2-6 nudos estimado
- Alcance en superficie: 12,000 millas náuticas (19,300 km)
- Alcance sumergido: 420 millas náuticas @ 8 nudos (780 km @ 15 km/h)
- Alcance con Celdas de Combustible: 1,248 millas @ 4 nudos (2,310 km @ 7 km/h)
- Autonomía: 12 semanas
- Autonomía sumergido sin esnorkel: 3 semanas
- Profundidad de operación: más de 250 metros oficialmente, 400 metros estimado
- Tripulación: 5 oficiales + 22 tripulación
- Radar de Navegación: SPHINX-D con pulso 4kW y sensor de radar LPI táctico [Thales Deutschland Kiel]

## Además ver
- HDW
- Submarino Tipo 212
- Submarino Tipo 209
- Submarino Tipo 206
- Submarino Tipo 205
- Tipo 212
- Clase Dolphin